# Chiesa di San Nicolao (Monteu Roero)
La chiesa di San Nicolao  è la parrocchiale di Monteu Roero nella provincia di Cuneo, in Piemonte. Appartiene alla diocesi di Alba, e risale al XIV secolo.